# Sungai Sekayam
Sungai Sekayam är ett vattendrag i Indonesien.   Det ligger i provinsen Kalimantan Barat, i den nordvästra delen av landet, 800 km nordost om huvudstaden Jakarta.